# كاميي موفا
كاميي موفا (بالفرنسية: Camille Muffat)‏ هي سباحة أولمبية فرنسية. حاصِلة على 3 ميداليات في الألعاب الأولمبية الصيفية 2012 (ذهبية، وفضية، وبرونزية).
توفيت في حادثة التصادم الجوي في فيا كاستيلي 2015.

## سيرة ذاتية
كانت تعيش في اسرة فقيرة وبسيطة ولكن مع ذلك تفوقت في شهادة البكالوريا بتقدير جيد ودرست حقوق في جامعة الأرجنتين وكانت سباحة ماهرة منذ الصغر وطورت مهاراتها حتى أن أصبحت مشهورة وتوفت عام 2015 إثر حادث تصادم جوي

## الجوائز والألقاب

### الألعاب الأولمبية
- ذهبية ميدالية ذهبية 400 متر سباحة حرة في الألعاب الأولمبية الصيفية 2012 في لندن ( المملكة المتحدة).
- فضية ميدالية فضية 200 متر سباحة حرة في الألعاب الأولمبية الصيفية 2012 في لندن ( المملكة المتحدة).
- برونزية ميدالية برونزية 4×200 متر سباحة حرة في الألعاب الأولمبية الصيفية 2012 في لندن ( المملكة المتحدة).

### بطولات العالم

#### حوض كبير
- برونزية ميدالية برونزية 200 متر سباحة حرة في بطولة العالم للسباحة 2011 في شنغهاي.
- برونزية ميدالية برونزية 400 متر سباحة حرة في بطولة العالم للسباحة 2011 في شنغهاي.
- برونزية ميدالية برونزية 200 متر سباحة حرة في بطولة العالم للسباحة 2013 في برشلونة.
- برونزية ميدالية برونزية 4×200 متر سباحة حرة في بطولة العالم للسباحة 2013 في برشلونة.

#### حوض صغير
- ذهبية ميدالية ذهبية 200 متر سباحة حرة في بطولة العالم للسباحة في حوض صغير 2010 في دبي.
- برونزية ميدالية برونزية 4×200 متر سباحة حرة في بطولة العالم للسباحة في حوض صغير 2010 في دبي.

### بطولات أوروبا

#### حوض كبير
- فضية ميدالية فضية 200 متر 4 سباحات في بطولة أوروبا للسباحة 2008 في آيندهوفن.
- برونزية ميدالية برونزية 4×200 متر سباحة حرة في بطولة أوروبا للسباحة 2010 في بودابست.

#### حوض صغير
- فضية ميدالية فضية 200 متر 4 سباحات في بطولة أوروبا للسباحة في حوض صغير 2006 في هلسنكي.
- ذهبية ميدالية ذهبية 200 متر 4 سباحات في بطولة أوروبا للسباحة في حوض صغير 2007 في دبرتسن.
- برونزية ميدالية برونزية 400 متر 4 سباحات في بطولة أوروبا للسباحة في حوض صغير 2007 في دبرتسن.
- فضية ميدالية فضية 400 متر سباحة حرة في بطولة أوروبا للسباحة في حوض صغير 2008 في رييكا.
- ذهبية ميدالية ذهبية 200 متر سباحة حرة في بطولة أوروبا للسباحة في حوض صغير 2012 في شارتر.
- ذهبية ميدالية ذهبية 400 مترسباحة حرة في بطولة أوروبا للسباحة في حوض صغير 2012 في شارتر.
- ذهبية ميدالية ذهبية 4×50 متر سباحة حرة مختلطة في بطولة أوروبا للسباحة في حوض صغير 2012 في شارتر.

### ألعاب البحر الأبيض المتوسط
- فضية ميدالية فضية 200 متر 4 سباحات في ألعاب البحر الأبيض المتوسط 2009 في بيسكارا.

### بطولات فرنسا
| - 2005: - ذهبية ميدالية ذهبية 50 متر سباحة على الصدر. - ذهبية ميدالية ذهبية 200 متر 4 سباحات. - برونزية ميدالية برونزية 50 متر سباحة حرة. - 2006: - ذهبية ميدالية ذهبية 50 متر سباحة على الصدر. - برونزية ميدالية برونزية 200 متر 4 سباحات. - 2007: - ذهبية ميدالية ذهبية 200 متر 4 سباحات. - ذهبية ميدالية ذهبية 400 متر 4 سباحات. - 2008: - ذهبية ميدالية ذهبية 200 متر 4 سباحات. - ذهبية ميدالية ذهبية 400 متر 4 سباحات. - برونزية ميدالية برونزية 200 متر سباحة حرة. - 2009: - ذهبية ميدالية ذهبية 200 متر 4 سباحات. - فضية ميدالية فضية 200 متر سباحة حرة. - فضية ميدالية فضية 400 متر سباحة حرة. - 2010: - ذهبية ميدالية ذهبية 200 متر سباحة حرة. - ذهبية ميدالية ذهبية 200 متر 4 سباحات. - فضية ميدالية فضية 400 متر سباحة حرة. - فضية ميدالية فضية 4×100 متر سباحة حرة على مراحل. | - 2011: - ذهبية ميدالية ذهبية 100 متر سباحة حرة. - ذهبية ميدالية ذهبية 200 متر سباحة حرة. - ذهبية ميدالية ذهبية 400 متر سباحة حرة. - ذهبية ميدالية ذهبية 800 متر سباحة حرة. - ذهبية ميدالية ذهبية 4×100 متر سباحة 4 سباحات على مراحل. - 2012: - ذهبية ميدالية ذهبية 200 متر سباحة حرة. - ذهبية ميدالية ذهبية 400 متر سباحة حرة. - 2013: - ذهبية ميدالية ذهبية 100 متر سباحة حرة. - ذهبية ميدالية ذهبية 200 متر سباحة حرة. - ذهبية ميدالية ذهبية 400 متر سباحة حرة. - 2014: - فضية ميدالية فضية 50 متر سباحة حرة. - ذهبية ميدالية ذهبية 100 متر سباحة حرة. - ذهبية ميدالية ذهبية 200 متر سباحة حرة. - ذهبية ميدالية ذهبية 400 متر سباحة حرة. - ذهبية ميدالية ذهبية 100 متر فراشة. |

### أصاغر
بطولة العالم الأصاغر للسباحة في حوض كبير في 2006 في ريو دي جانيرو:
- ذهبية ميدالية ذهبية 4×100 متر سباحة حرة على مراحل.
- ذهبية ميدالية ذهبية 4×200 متر سباحة حرة على مراحل.
- فضية ميدالية فضية 200 متر 4 سباحات.
- برونزية ميدالية برونزية 50 متر سباحة حرة.
- برونزية ميدالية برونزية 100 متر سباحة حرة.

## أوسمة وتشريفات
- فارس وسام جوقة الشرف الفرنسي في 2013.
- بطل الأبطال من ليكيب في 2012.
- كأس نساء من ذهب في 2011.

## روابط خارجية
- كاميي موفا على موقع الاتحاد الدولي للسباحة (الإنجليزية)
- كاميي موفا على موقع SwimRankings.net (الإنجليزية)
- كاميي موفا على موقع قاعة مشاهير السباحة العالمية (الإنجليزية)
- كاميي موفا على موقع اللجنة الأولمبية الدولية (الإنجليزية)
- كاميي موفا على موقع أوليمبيديا (الإنجليزية)
- كاميي موفا على موقع اللجنة الأولمبية الفرنسية (مؤرشف) (الفرنسية)